# 東急ジルベスターコンサート
東急ジルベスターコンサート（とうきゅうジルベスターコンサート、TOKYU SILVESTER CONCERT）は、1995/1996年から毎年12月31日から翌1月1日にかけて東京都渋谷区のBunkamuraオーチャードホールで行われる、テレビ東京主催のクラシック音楽演奏会であり、テレビ東京系列とBSテレ東で生中継する年越し番組でもある。東急グループを筆頭スポンサーとする複数社提供番組。

## 概要
「ジルベスター」はドイツ語で大晦日（Silvester=聖ジルベスターの日）の意味であり、ドイツでは以前よりベルリン・フィルハーモニー管弦楽団がジルベスターコンサートを行っており、広く知られている。日本国内でも、大晦日から元日にかけて行われるクラシックコンサートのイベントがあり、本イベントはその先駆けである。世界初のオーケストラ演奏によるカウントダウンイベントである。
管弦楽は東京フィルハーモニー交響楽団。第1回（1995 - 1996年）は、同団常任指揮者（当時。現・桂冠指揮者）の大野和士の指揮で行われた。カウントダウン曲はラヴェル作曲の『ボレロ』。なお同曲は、第5回（1999 - 2000年 / ミレニアムスペシャルとして演奏）、第10回（2004 - 2005年）、第17回（2011 - 2012年）、第21回（2015 - 2016年 / シルヴィ・ギエムのラストステージとして演奏）ではカウントダウン曲として、第20回（2014年 - 2015年）では「番組を代表する楽曲」としてコンサートの最後に演奏されている（6度の演奏のうち4回はバレエと共に演奏されている）。
元々は普通の年越しコンサートという企画であったが、第1回指揮者の大野の「どうせやるなら午前0時に曲を終了しよう」という発案で「クラシック音楽でカウントダウン」が決まったという。例外として、演奏終了と年越しの瞬間とのタイミングがずれた回があったほか、第21回と第26回は紙吹雪の発射が行われなかった（詳細は後述）。
カウントダウン曲は、基本的に大きな音で盛り上がって終了する5分から15分程度の管弦楽曲、交響曲の終楽章が取りあげられ、行く年や来る年の世相、作曲者のメモリアルイヤー、指揮者の十八番などを考慮し決定される。なお、ベートーヴェンの交響曲第9番『合唱付』第4楽章（約25分）や、マーラーの交響曲第2番『復活』第5楽章（約35分）など単一楽章でも演奏時間が長い場合は途中から演奏されたりカットが行われたりする。
年越しの2分前から画面上にCGのアナログ時計が表示される（開始当初はカウントダウン曲前のCM明けから2分前まで通常は日中に表示する時刻表示も出していた）。年越しの瞬間にカウントダウン曲の演奏は終了するが、その際会場内ではキャノン砲から大量の紙吹雪や紙テープなどが降り、その直後に司会者の音頭で観客とともに年明けの挨拶がされる。
クラシックの定番曲に限らず近年は映画音楽やゲーム音楽が演奏されるなど選曲が幅広く、通俗的にクラシック音楽にあるイメージのような厳粛な雰囲気ではなく、華やかに年越しを祝う雰囲気である。アンコールにおいてはヨハン・シュトラウス1世『ラデツキー行進曲』が定番となっており（ただし、第25回ではフィナーレの『美しく青きドナウ』の演奏途中にCMをはさみ、そのまま同曲がアンコールとなった）、司会とゲスト、さらにテレビ東京マスコットキャラクターのナナナが登壇し、番組のエンディングを飾っている。

## テレビ中継
コンサート自体は2部構成である（例えば、2006 - 2007年は第1部・22時 - 23時、第2部・23時30分 - 翌0時45分）。第1部は普通のガラコンサート形式で、この間にカウントダウン企画の説明や、新年のあいさつの練習が行われる。第2部の模様はテレビ東京系列6局の地上波テレビジョン放送局で23時30分 - 翌0時45分（日本時間）に放送される。地上デジタル放送とBSテレ東では5.1サラウンド放送となっている。行われていた時のアナログ放送は16:9レターボックスで放送。ただしテレビ愛知は2000 - 2001年にかけての回に限り、またBSジャパン（当時）でも2001 - 2002年にかけての回は放映されなかった。テレビ大阪でも放映されなかった回がある。独立局では2013 - 2014年はびわ湖放送で、2014 - 2015年は岐阜放送で、2015 - 2016年以降はびわ湖放送、岐阜放送、奈良テレビ放送で、2019 - 2020年以降は前述の3局に加えてテレビ和歌山でも同時ネットされた。
当日の新聞や雑誌における番組表の番組名表記には、「生中継!ジルベスターコンサート」、「生中継ジルベスター」などと東急の社名が使用されないことが多く、これは新聞やテレビ雑誌では番組枠を越えて企業名を宣伝してしまうことから原則として番組タイトルに企業名を入れることができないためである（他キー局でも『日立 世界・ふしぎ発見!』などで同様の事例がある）。

## 過去のカウントダウン曲と指揮者
| 放送回数（年）           | 曲名                                                                                          | 指揮者                       | 出演回数 | 備考 |
| ------------------------ | --------------------------------------------------------------------------------------------- | ---------------------------- | -------- | --- |
| 第1回 （1995 - 1996年）  | ラヴェル『ボレロ』                                                                            | 大野和士                     | 初       | 記念すべき第1回。1995年はラヴェル生誕120年。コンサートの一部の指揮を十束尚宏が担当していた。 |
| 第2回 （1996 - 1997年）  | ワーグナー 歌劇『タンホイザー』より大行進曲「歌の殿堂をたたえよう」                           | 大野和士                     | 2        | カウントダウン曲では初の合唱付の曲。合唱は東京オペラシンガーズ。 |
| 第3回 （1997 - 1998年）  | レスピーギ 交響詩『ローマの松』より「アッピア街道の松」                                       | 大野和士                     | 3        | 1998年はレスピーギを代表する「ローマ三部作」完成から70周年。歴代のカウントダウン曲では最短である。 |
| 第4回 （1998 - 1999年）  | ガーシュウィン 『ラプソディ・イン・ブルー』                                                   | 藤岡幸夫                     | 初       | カウントダウン曲では初めて独奏楽器（ピアノ）が登場した。1998年はガーシュウィン生誕100年。 当初、ピアノ演奏は羽田健太郎が予定されていたが、急病のため降板。前田憲男が代役を務めた。 |
| 第5回 （1999 - 2000年）  | ラヴェル 『ボレロ』                                                                           | 沼尻竜典                     | 初       | 初めて、「以前にカウントダウンで演奏された曲」が演奏された。 ミレニアムスペシャルとして熊川哲也によるバレエ（振付：ローラン・プティ）とともに演奏された。 紙吹雪は、午前0時から約5秒遅れて発射された。 |
| 第6回 （2000 - 2001年）  | マーラー 交響曲第2番『復活』 第5楽章                                                          | 小松長生                     | 初       | 20世紀と21世紀をまたいだ回。カウントダウン曲では初めての交響曲である。 合唱は新星日響合唱団（現・新星合唱団）。ソプラノはパオレッタ・マッローク、メゾ・ソプラノは寺谷千枝子。 2000年12月に開局したBSジャパンでは初の放送。 |
| 第7回 （2001 - 2002年）  | ショスタコーヴィチ 交響曲第5番 第4楽章                                                        | 井上道義                     | 初       | この回（第21回を除く）から23:58から表示されるテレビ画面のアナログ時計のデザインが固定された。 午前0時の約4秒前に最後の打音を奏し、年越しの瞬間は若干の余韻が残った状態であった。 |
| 第8回 （2002 - 2003年）  | ヴェルディ 歌劇『アイーダ』より「凱旋行進曲」                                                 | 井上道義                     | 2        | 2002年開催の日韓ワールドカップにちなみ、サッカーの応援時に使われることの多い本曲が選ばれた。 合唱は東京オペラシンガーズ。またコンサートの一部の指揮を西本智実が担当。 |
| 第9回 （2003 - 2004年）  | ベルリオーズ 『幻想交響曲』 第5楽章                                                           | 小林研一郎                   | 初       | この年より司会が八塩圭子から大江麻理子に交代。 2003年はベルリオーズ生誕200年。 紙吹雪や紙テープは銀色でなく、光沢のある赤色であった。 |
| 第10回 （2004 - 2005年） | ラヴェル 『ボレロ』                                                                           | 大野和士                     | 4        | 番組開始10年目を記念し、第1回と同じ本曲が選ばれた。また、西島千博によるバレエ（振付：ユーリ・ン）とともに演奏された。 この年より、23:58から登場するCGアナログ時計に加えて、23:58まで年越しのカウントダウンを行うデジタルタイマーが登場した。 |
| 第11回 （2005 - 2006年） | ベートーヴェン 交響曲第9番『合唱付き』 第4楽章                                                | 小林研一郎                   | 2        | 2005年、2006年が「日本におけるドイツ年」ということにちなみ、ドイツを代表する作曲家・ベートーヴェンの曲が選ばれた。 合唱は武蔵野合唱団。ソプラノは崔岩光、メゾ・ソプラノは秋葉京子、テノールは水口聡、バリトンは青戸知。 第4楽章の合唱が入る2回目のPrestoから演奏され、ほかの部分も数か所カットされており、演奏時間は16分ほどになっている。 |
| 第12回 （2006 - 2007年） | エルガー 行進曲『威風堂々』第1番                                                              | 尾高忠明                     | 初       | 2007年はエルガー生誕150年。 |
| 第13回 （2007 - 2008年） | レスピーギ 交響詩『ローマの松』より「アッピア街道の松」                                       | 尾高忠明                     | 2        | 2008年はレスピーギを代表する「ローマ三部作」完成からちょうど80年。 2008年2月2日にBSジャパンにて放送された『草刈民代・もう一つのカウントダウン-東急ジルベスターコンサートの舞台裏-』によれば、番組史上初のスタンディングオベーションだった。 |
| 第14回 （2008 - 2009年） | ガーシュウィン 『ラプソディ・イン・ブルー』                                                   | 井上道義                     | 3        | ピアノ演奏は小曽根真。途中から上野水香のバレエとともに演奏された。 カットや小曽根オリジナルのカデンツァが多く挿入されるなど原曲からの編曲が多く、演奏時間は13分ほどになっている。 紙吹雪発射から約2秒ほど遅れて終了した。 |
| 第15回 （2009 - 2010年） | ホルスト 組曲『惑星』より「木星」                                                             | 大友直人                     | 初       | 2009年が世界天文年であることから選ばれた。 |
| 第16回 （2010 - 2011年） | マーラー 交響曲第2番『復活』 第5楽章                                                          | 小林研一郎                   | 3        | 地上アナログ放送では最後の放送。2010年はマーラー生誕150年、2011年は没後100年。 合唱は武蔵野合唱団。ソプラノは佐藤しのぶ、アルトは林美智子。 クセニア・シモノヴァのサンドアートとともに演奏された。 再現部中盤のアカペラ部分から演奏され、演奏時間は13分ほどになっている。 |
| 第17回 （2011 - 2012年） | ラヴェル 『ボレロ』                                                                           | 金聖響                       | 初       | この年より司会者が大江麻理子から森本智子に交代。 午前0時の約5秒前に演奏が終わり、年越しの瞬間はほぼ無音状態だった。 |
| 第18回 （2012 - 2013年） | エルガー 行進曲『威風堂々』第1番                                                              | 藤岡幸夫                     | 2        | ロンドンオリンピックなどイギリスにまつわるイベントが多かったことから選ばれた。 また中継先ではあるが、2年ぶりに大江麻理子アナウンサーが登場した。 藤岡がこの年に出演したことを機にBSジャパンで『エンター・ザ・ミュージック』の放送が開始された。 |
| 第19回 （2013 - 2014年） | ワーグナー 楽劇『ニュルンベルクのマイスタージンガー』前奏曲                                   | 飯守泰次郎                   | 初       | 2013年はワーグナー生誕200年。 今回はカウントダウンの曲を一般投票によって決める新たな方式がとられた。候補曲はこのほかに、ヴェルディの歌劇『アイーダ』より「凱旋行進曲」、ストラヴィンスキーのバレエ組曲『火の鳥』（1919年版から抜粋）が挙がっていた。なお落選した2曲は別枠で演奏された。 |
| 第20回 （2014 - 2015年） | シベリウス 交響詩『フィンランディア』（合唱付き）                                             | 山田和樹                     | 初       | この年から司会者が森本智子から松丸友紀に交代。 2015年はシベリウス生誕150年。合唱は山田が音楽監督を務める東京混声合唱団。 コンサート20回を記念し、フィナーレではジルベスターコンサートのカウントダウン曲では最多の演奏回数であるラヴェルのボレロが演奏された。 |
| 第21回 （2015 - 2016年） | ラヴェル 『ボレロ』                                                                           | 大友直人                     | 2        | シルヴィ・ギエム・東京バレエ団によるバレエ（振付：モーリス・ベジャール）とともに演奏。これがギエムのラストステージで、カウントダウン時にCGのアナログ時計や紙吹雪などの演出はなく、デジタルタイマーがそのまま午前0時までカウントダウンを行った。 なおタイマーの表示は「あと（残り時間）」から「（残り時間） to （迎える年）」に変更された。 |
| 第22回 （2016 - 2017年） | ボロディン 歌劇『イーゴリ公』より「だったん人の踊り」（合唱付き）                             | 大友直人                     | 3        | この年より司会者が松丸友紀から狩野恵里に交代。 合唱は東京オペラシンガーズ。この回の23:58から表示されるアナログ時計は、デザインは同じなものの色がやや薄めの金色のものに変更された。しかし、第23回からは後述の通り銀色に変更されたため、この回のみの使用となった。また、 アナログタイマーがフェードアウトして秒針に入れ替わる形でのタイマーから時計の秒針への変化も最後となった。 |
| 第23回 （2017 - 2018年） | ムソルグスキー（ラヴェル編） 組曲『展覧会の絵』より「バーバ・ヤガーの小屋」、「キエフの大門」 | 広上淳一                     | 初       | この年より司会者が狩野恵里から水原恵理に交代。 2018年は「日本におけるロシア年・ロシアにおける日本年」ということにちなみ、ロシアを代表する作曲家・ムソルグスキーの曲が選ばれた。 約1秒ほど遅れて演奏が終了した。 23:58のタイマーから「アナログ時計の秒針」への変化が、「タイマーがフェードアウトして秒針に入れ替わる」から「タイマーが秒針にモーフィングする」に変更された。また、アナログ時計のデザインが金色から銀色に変更された。 サイマル放送相手のBSが「BSジャパン」としては最後の放送。 |
| 第24回 （2018 - 2019年） | ヴェルディ 歌劇『アイーダ』より「凱旋行進曲」                                                 | アンドレア・バッティストーニ | 初       | 平成最後の年またぎ。この年より司会のアナウンサーが2人体制となり、水原恵理に加えて原田修佑が出演。 指揮者のバッティストーニはコンサート初の日本国外（イタリア）出身の指揮者（逐次通訳は井内美香が担当）。 合唱は新国立劇場合唱団。 中間部（奴隷たちの踊り）の一部がカットされており、演奏時間は9分ほどになっている。最後の1音を鳴らすまでは午前0時の約20秒前をもって演奏がほぼ終了したが、そこからフェルマータを延ばしに延ばして年越しの瞬間に合わせた。 サイマル放送相手のBSが「BSテレ東」になってからでは最初の放送。                                                                            |
| 第25回 （2019 - 2020年） | ホルスト 組曲『惑星』より「木星」                                                             | 山田和樹                     | 2        | 令和最初の年またぎ。東京バレエ団・東京混声合唱団とともに演奏。 ラグビーワールドカップが日本で開催されたことにちなむもので、大会テーマ曲『ワールド・イン・ユニオン』が曲中で歌われた。 またコンサートの一部の曲を沖澤のどかが指揮を担当。曲の演奏開始時に出るテロップのデザインが変わった。 |
| 第26回 （2020 - 2021年） | ベートーヴェン 交響曲第5番『運命』 第4楽章                                                    | 沼尻竜典                     | 2        | この年より司会のアナウンサーが1人体制に戻り、水原恵理と原田修佑から狩野恵里に交代。 2020年はベートーヴェン生誕250年。 カウントダウン直前には第1楽章（抜粋）が演奏され、カウントダウンでは第3楽章の終結部から演奏された。 今回は「静かに新年を迎える」というテーマの下、カウントダウン終了時には紙吹雪が発射されなかったほか、Happy New Year ○○（新年）のテロップが表示されなかった。また、例年観客と共に行う新年の挨拶も司会者が行うのみにとどまった。 番組初の試みであるリモート合唱が行われ、司会の別所哲也とジルベスター2021合唱団による『レ・ミゼラブル』「民衆の歌」が年明け後に演奏された。 |
| 第27回 （2021 - 2022年） | ベートーヴェン 『エグモント』 序曲                                                            | 原田慶太楼                   | 初       | この年より司会の挨拶を挟んでからのオープニングとなった。 また、デジタルタイマーが放送開始時からの表示となったほか、アナログ時計のデザインが変更された。 カウントダウン終了時の紙吹雪発射が復活した。 |
| 第28回 （2022 - 2023年） | ドヴォルザーク 交響曲第9番『新世界より』第4楽章                                               | 鈴木優人                     | 初       | この年よりアナログ時計が再び金色に戻ったほか、23:58までのデジタルタイマーも金色に変更された。 カウントダウン曲は史上初の静音で年を越す曲であった。 |
| 第29回 （2023 - 2024年） | チャイコフスキー 交響曲第5番 第4楽章                                                          | 小林研一郎                   | 4        | この年より司会の挨拶が放送直前のCM枠に移行し、本編が再びオープニングから始まるようになった。 23:58までのデジタルタイマーの上に「LIVE」の表示が追加された。 指揮者の小林研一郎は2024年現在最多に並ぶ4回目、かつ最高齢での出演である。 カウントダウンの演奏は最後の4打を残して紙吹雪が発射され、新年の瞬間から1秒ほど遅れて演奏が終了した。また、観客との新年の挨拶が4年ぶりに復活。 新年の西暦を模った装飾が電子化。正面にあった丸い装飾に新年の西暦が表示された。 |
| 第30回 （2024 - 2025年） | ヴェルディ 歌劇『アイーダ』より「凱旋行進曲」                                                 | 高関健                       | 初       | この年から司会者が狩野恵里から竹崎由佳に交代。 カウントダウン曲は2018 - 2019年以来。『ボレロ』の5回に次ぐ3回目の演奏となる。 109シネマズプレミアム新宿と109シネマズ二子玉川にて、この番組初のライブビューイングを開催。 オープニングに、東急ジルベスターコンサート30周年スペシャルバージョンとして短縮版の『ボレロ』（山下康介編曲）が演奏された。 このコンサート史上初のソリスト全員で、『君と旅立とう（タイム・トゥ・セイ・グッバイ）』（山下康介編曲）の演奏が行われた。 |

## 出演

### 司会
かつては、その回の指揮者が司会を兼任していた。
- 八塩圭子（元テレビ東京アナウンサー[注釈 11] / 1995年 - 2002年）
- 大江麻理子（テレビ東京報道局キャスター[注釈 12] / 2003年 - 2010年）
- 森本智子（元テレビ東京アナウンサー[注釈 13] / 2011年 - 2013年）
- 松丸友紀（元テレビ東京アナウンサー / 2014年 - 2015年）
- 狩野恵里（テレビ東京アナウンサー / 2016年[4]・2020年[5] - 2023年）
- 水原恵理（テレビ東京アナウンサー / 2017年 - 2019年）
- 原田修佑（元テレビ東京アナウンサー / 2018年 - 2019年[注釈 14]
- 竹崎由佳（テレビ東京アナウンサー / 2024年)
- 東儀秀樹（雅楽奏者 / 2003年）
- 内藤剛志（俳優 / 2005年）
- 宮本亜門（演出家 / 2006年・2007年・2013年 - 2015年）
- 草刈民代（バレリーナ / 2007年）
- 西村雅彦（俳優 / 2008年）
- 山本耕史（俳優 / 2009年・2019年・2021年）
- 西島千博（バレエダンサー・俳優 / 2010年）
- 井上芳雄（俳優 / 2011年）
- 茂木健一郎（脳科学者 / 2012年）
- 小倉智昭（フリーアナウンサー / 2016年[4]）
- 別所哲也（俳優 / 2017年・2020年[5]）
- 黒木瞳（女優 / 2018年）
- 高橋克典（俳優 / 2022年  - 2024年）

## スタッフ
- プロデューサー：北村玲子（Bunkamura）、江川ゆか（Bunkamura）

- テレビ東京事業部：中川亜佐子、松迫由香子、田中寿子
- 構成・音楽監修：新井鷗子
- 舞台監督：髙橋尚史（ザ・スタッフ）
- 照明：望月太介（アート・ステージライティング・グループ）
- 美術：野村真紀（東宝舞台）
- 特殊効果：阪部聡子（スパーク）
- 字幕：アルゴン社
- 電飾：松村真一（コマデン）
- ステージマネージャー：大田淳志（東京フィルハーモニー交響楽団）
- ライブラリアン：武田基樹（東京フィルハーモニー交響楽団）
- 【中継スタッフ】
  - TD：木塚裕紀（以前はCAM）
  - VE：三浦宏一
  - CAM：片柳悠、水沼佑太
  - MIX：久保田優
  - LD：庄司鉄平
  - TK：風間まり
  - 技術協力：テクノマックス、テレビ東京アート、グリップアソシエイト、TACT
  - ヘアメイク：山田かつら
- 【ライブビューイング】
  - ディレクター：石井辰之介
  - TD：徳織雅彦
- 【サブスタッフ】
  - ディレクター：渡邊陸（以前は総合演出→一時離脱）
  - TD：山本岳大
  - SW：村上岳文
  - VE：杉山博紀
  - MIX：永久保仁志
- TK：鈴木美知子、池田智美、飯島千恵
- 協力：Bunkamuraオーチャードホール
- デスク：小椋美沙
- ブッキング・プロデューサー：早坂香里
- 制作進行：金多賀歩美、日向建太
- フロアディレクター：皆呂充俊、小柿将嘉、廣瀬大智、古橋慧士
- スコアラー：佐々木理子
- 中継ディレクター：持田詩織、武内直美
- 総合演出：千田洸陽
- プロデューサー：株木亘
- チーフプロデューサー：越山進
- 製作著作：テレビ東京

### 過去のスタッフ
- プロデューサー：上野山晴之（Bunkamura）
- テレビ東京事業部：國安百合、利光裕、井上晴賀、米原祐乃、河野文香、黒田多加恵
- 照明：喜多甲陽（アート・ステージライティング・グループ）
- 美術：西川昌和（東宝舞台）
- 特殊効果：青野匠（スパーク）
- 字幕：中野一幸（アルゴン社）
- 【中継スタッフ】
  - TD：吉田健吾
  - CAM：野瀬一成、髙橋瑠平
  - 技術協力：Bunkamura studio
  - スタイリスト：井上正子
- 【2サブ】
  - ディレクター：梅崎陽、岩尾庄一郎、板川侑右、稲垣生真
  - TD：中野鉄平、田尾温子（田尾→以前はVE）
  - SW：鈴木智昭
  - VE：芹野昭義、小出一貴、浦崎二奈
  - MIX：五十嵐公彦、本田宏文
  - TK：幅佐登美
- 番組宣伝：鈴木紀子、佐藤祐紀
- デスク：黒澤結奈
- フロアディレクター：西崎和希、加納武司、湊慧、能登谷和旺、渡邉緩也
- 映像ディレクター：石本ちひろ
- 中継ディレクター：朝比奈諒、横矢直樹
- 総合演出：齋藤恵介（以前は中継ディレクター）
- プロデューサー・演出：重定菜子
- プロデューサー：露木寛子
- 制作協力：カメレオンフィルム